# 独竖尖
独竖尖，位于江西省上饶市铅山县境内，海拔2129米，武夷山脉第二高峰，也是江西省第二高峰。位于武夷山主峰黄岗山西北方向，距黄岗山直线距离约9公里。